# Ground Master 400

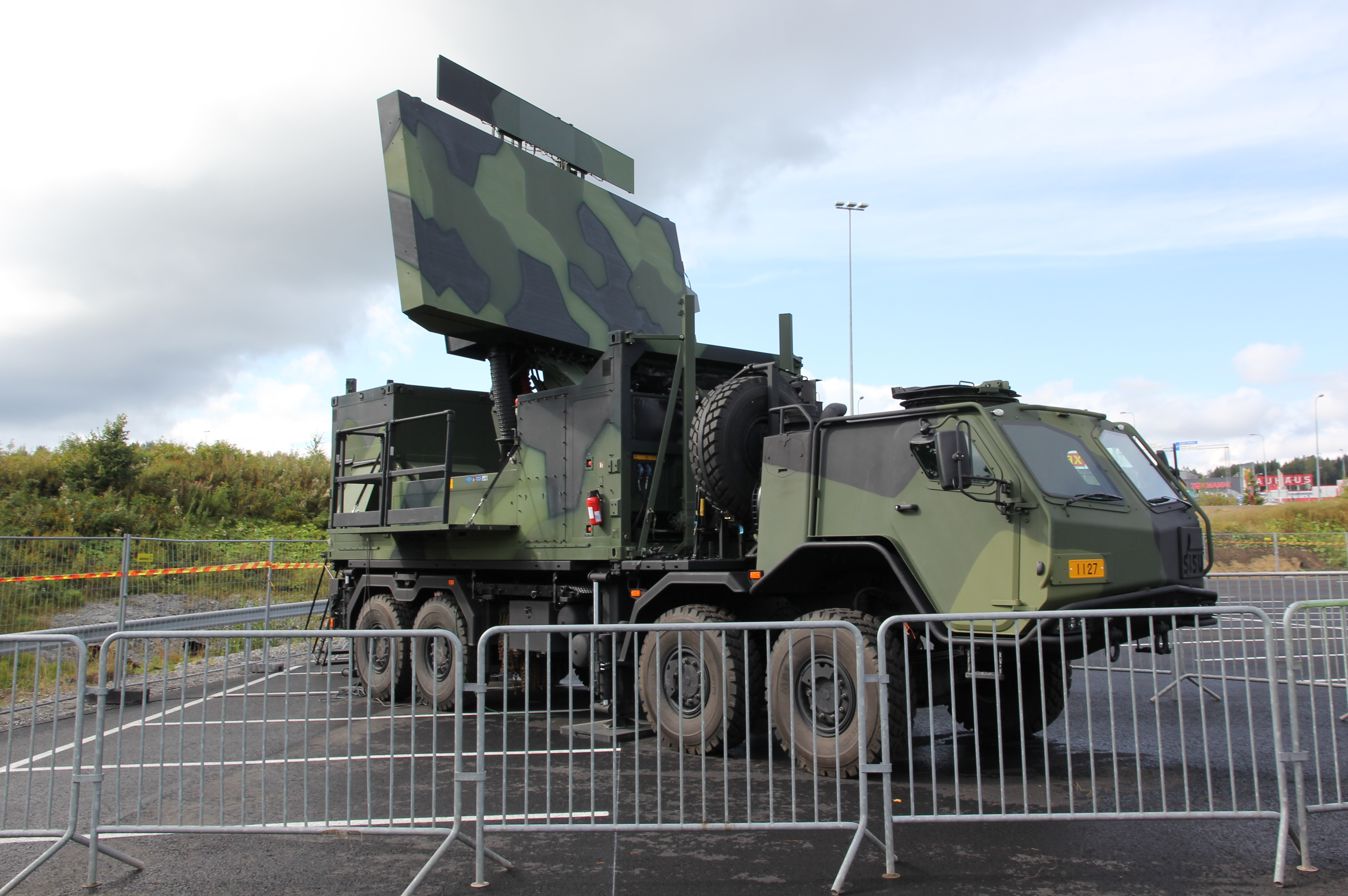
Ground Master 403 finské armády

Ground Master 400 je mobilní radarový systém vyráběný společností ThalesRaytheonSystems. GM 400 je plně digitální 3D radar dlouhého dosahu s aktivním elektronickým snímáním, který slouží pro účely protivzdušné obrany, přičemž umožňuje detekci cílů ve velké i velmi malé výšce. Radar zachycuje široké spektrum cílů od vysoce manévrujících bojových letounů ve výšce několika set stop až po nekonvenční cíle s malým radarovým průřezem, jakými jsou bezpilotní letouny nebo střely s plochou dráhou letu.
Radar může být připraven čtyřčlennou  obsluhou k činnosti za 30 minut a rovněž jej lze ovládat na dálku. Celý systém se vejde do standardního kontejneru o délce 20 stop (6,1 m) a váží méně než deset tun. GM 400 může být přepravován nákladním automobilem s pohonem všech kol (6x6 nebo 8x8), transportním letounem C-130 Hercules nebo vrtulníkem.
Radar GM 400 si vybrala Evropská kosmická agentura k ochraně Guyanského kosmického centra.

## Uživatelé
- Estonsko: 2 systémy Ground Master 403.[3]
- Finsko: 12 systémů Ground Master 403.[3] Finské označení je Keva 2010.[4]
- Francie: 2 systémy.[3]
- Chile: 4 systémy.
- Indie: 20 systémů.[3]
- Malajsie: 1 system.[3]
- Maroko: 3 systémy.[5]
- Mexiko: 6 systémů.
- Německo: 6 systémů.[3]
- Slovinsko: 2 systémy Ground Master 403.[3]